# Liste der Stolpersteine in Edam-Volendam

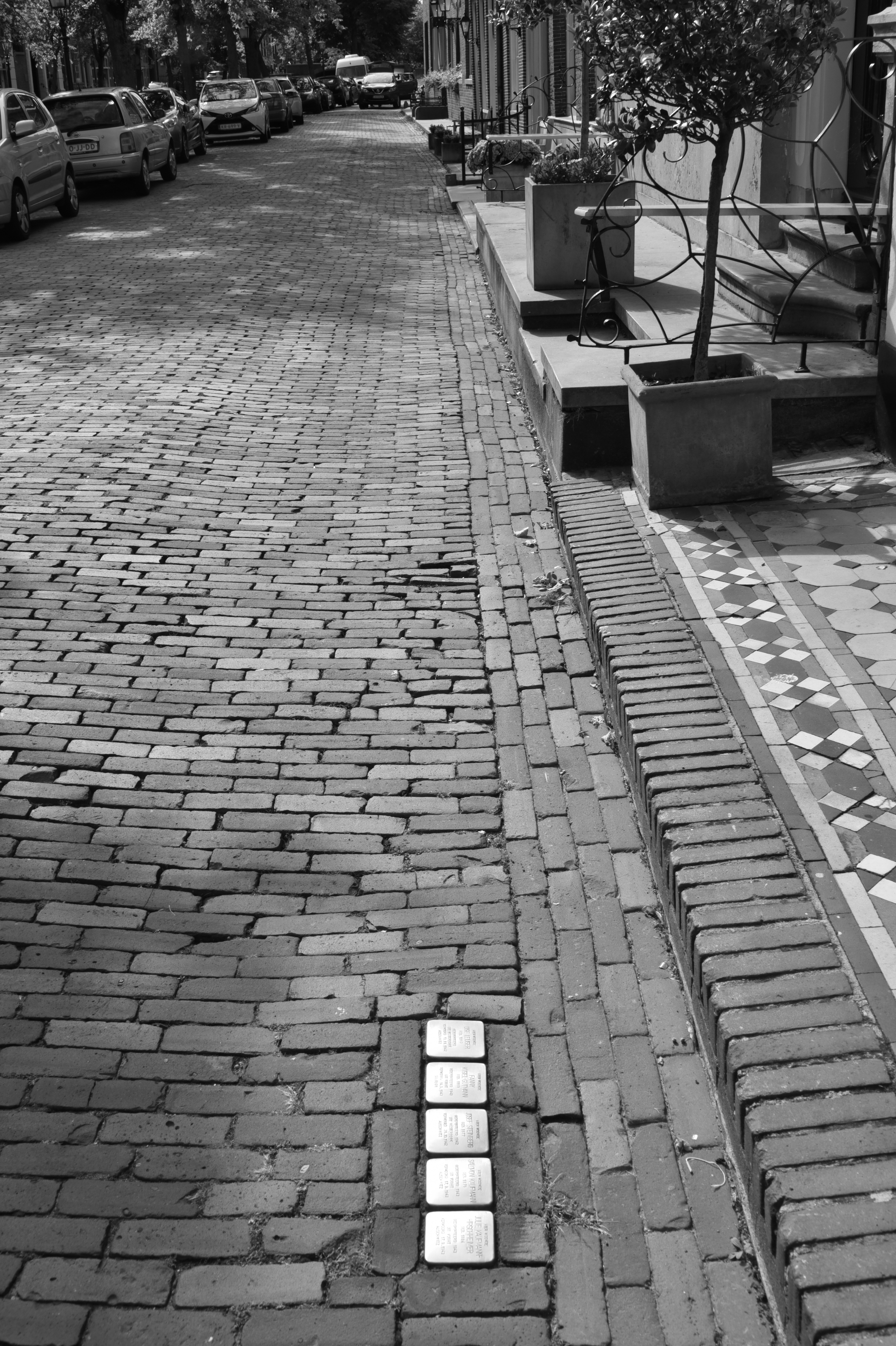
Stolpersteine in Edam

Die Liste der Stolpersteine in Edam-Volendam umfasst jene Stolpersteine, die vom deutschen Künstler Gunter Demnig in Edam-Volendam verlegt wurden, einer Gemeinde in der niederländischen Provinz Nordholland, gelegen nördlich von Amsterdam. Stolpersteine sind Opfern des Nationalsozialismus gewidmet, all jenen, die vom NS-Regime drangsaliert, deportiert, ermordet, in die Emigration oder in den Suizid getrieben wurden. Demnig verlegt für jedes Opfer einen eigenen Stein, im Regelfall vor dem letzten selbst gewählten Wohnsitz.
Die ersten, bislang einzigen Verlegungen im Gemeindegebiet fanden am 5. Oktober 2018 statt.

## Verlegte Stolpersteine
In Edam wurden 23 Stolpersteine an acht Adressen verlegt.
| Stolperstein | Übersetzung | Verlegeort                | Name, Leben                             |
| ------------ | --- | ------------------------- | --------------------------------------- |
|              | HIER WOHNTE GRIETJE BERLIJN GEBOREN 1873 DEPORTIERT 1942 AUS WESTERBORK ERMORDET 10.9.1942 AUSCHWITZ           | Edam, Voorhaven 96        | Grietje Berlijn (1873–1942)             |
|              | HIER WOHNTE HEINTJE BERLIJN GEBOREN 1868 DEPORTIERT 1942 AUS WESTERBORK ERMORDET 10.9.1942 AUSCHWITZ           | Edam, Voorhaven 96        | Heintje Berlijn (1868–1942)             |
|              | HIER WOHNTE HARTOG BRANDON GEBOREN 1923 DEPORTIERT 1943 AUS VUGHT ERMORDET 27.12.1943 AUSCHWITZ                | Edam, Grote Kerkstraat 6  | Hartog Brandon (1923–1943)              |
|              | HIER WOHNTE JACOB BRANDON GEBOREN 1904 DEPORTIERT 1943 AUS VUGHT ERMORDET 24.1.1944 AUSCHWITZ                  | Edam, Grote Kerkstraat 6  | Jacob Brandon (1904–1944)               |
|              | HIER WOHNTE JOHANNA BRANDON GEBOREN 1924 DEPORTIERT 1943 AUS VUGHT ERMORDET 11.6.1943 SOBIBOR                  | Edam, Grote Kerkstraat 6  | Johanna Brandon (1924–1943)             |
|              | HIER WOHNTE LEA BRANDON GEBOREN 1928 DEPORTIERT 1943 AUS VUGHT ERMORDET 11.6.1943 SOBIBOR                      | Edam, Grote Kerkstraat 6  | Lea Brandon (1928–1943)                 |
|              | HIER WOHNTE LOUIS BRANDON GEBOREN 1938 DEPORTIERT 1943 AUS VUGHT ERMORDET 11.6.1943 SOBIBOR                    | Edam, Grote Kerkstraat 6  | Louis Brandon (1938–1943)               |
|              | HIER WOHNTE MOZES BRANDON GEBOREN 1926 DEPORTIERT 1943 AUS VUGHT ERMORDET 21.1.1945 MITTELEUROPA               | Edam, Grote Kerkstraat 6  | Mozes Brandon (1926–1945)               |
|              | HIER WOHNTE ESTHER BRANDON- DE LA PENHA GEBOREN 1904 DEPORTIERT 1943 AUS VUGHT ERMORDET 11.6.1943 SOBIBOR      | Edam, Grote Kerkstraat 6  | Esther Brandon-De la Penha (1904–1943)  |
|              | HIER WOHNTE ALBERT FABER GEBOREN 1881 DEPORTIERT 1943 AUS VUGHT ERMORDET 5.2.1943 AUSCHWITZ                    | Edam, Grote Kerkstraat 10 | Albert Faber (1904–1943)                |
|              | HIER WOHNTE KURT FABER GEBOREN 1908 DEPORTIERT 1943 AUS VUGHT ERMORDET 30.4.1943 AUSCHWITZ                     | Edam, Grote Kerkstraat 10 | Kurt Faber (1908–1943)                  |
|              | HIER WOHNTE ROSA FABER-KAHN GEBOREN 1881 DEPORTIERT 1943 AUS VUGHT ERMORDET 5.2.1943 AUSCHWITZ                 | Edam, Grote Kerkstraat 10 | Rosa Faber-Kahn (1881–1943)             |
|              | HIER WOHNTE FRANZ HIRSCH GEBOREN 1889 DEPORTIERT 1943 AUS VUGHT ERMORDET 23.4.1943 SOBIBOR                     | Edam, Voorhaven 51        | Franz Hirsch (1889–1943)                |
|              | HIER WOHNTE JULIUS KAHN GEBOREN 1879 DEPORTIERT 1942 AUS WESTERBORK ERMORDET 17.9.1942 AUSCHWITZ               | Edam, Nieuwehaven 15      | Julius Kahn (1879–1942)                 |
|              | HIER WOHNTE LUDWIG KAUFMANN GEBOREN 1912 DEPORTIERT 1943 AUS WESTERBORK ERMORDET DEZ. 1943 AUSCHWITZ           | Edam, Jonkerlaantje 38    | Ludwig Kaufmann (1912–1943)             |
|              | HIER WOHNTE SALOMON KAUFMANN GEBOREN 1876 DEPORTIERT 1943 AUS VUGHT ERMORDET 17.9.1943 AUSCHWITZ               | Edam, Voorhaven 148       | Salomon Kaufmann (1876–1943)            |
|              | HIER WOHNTE JULIE KAUFMANN- HIRSCHHEIMER GEBOREN 1884 DEPORTIERT 1943 AUS VUGHT ERMORDET 17.9.1943 AUSCHWITZ   | Edam, Voorhaven 148       | Julie Kaufmann-Hirschheimer (1884–1943) |
|              | HIER WOHNTE GRETE KAUFMANN- STEINBERG GEBOREN 1910 DEPORTIERT 1943 AUS WESTERBORK ERMORDET 10.9.1942 AUSCHWITZ | Edam, Jonkerlaantje 38    | Grete Kaufmann-Steinberg (1910–1943)    |
|              | HIER WOHNTE FANNY KUSIEL-GUTMANN GEBOREN 1869 DEPORTIERT 1943 AUS VUGHT ERMORDET 14.5.1943 SOBIBOR             | Edam, Voorhaven 148       | Fanny Kusiel-Gutmann (1869–1943)        |
|              | HIER WOHNTE LISE LEIJSER GEBOREN 1883 DEPORTIERT AUS WESTERBORK ERMORDET 13.11.1942 AUSCHWITZ                  | Edam, Voorhaven 148       | Lise Leijser (1883–1942)                |
|              | HIER WOHNTE ALFRED LEVY GEBOREN 1898 DEPORTIERT 1943 AUS VUGHT ERMORDET 27.12.1944 BERGEN-BELSEN               | Edam, Voorhaven 73        | Alfred Levy (1898–1944)                 |
|              | HIER WOHNTE HERTA LEVY-GOTTHILF GEBOREN 1907 DEPORTIERT 1943 AUS VUGHT ERMORDET 18.12.1944 BERGEN-BELSEN       | Edam, Voorhaven 73        | Herta Levy-Gotthilf (1907–1944)         |
|              | HIER WOHNTE JOSEF STEINBERG GEBOREN 1877 DEPORTIERT 1942 AUS WESTERBORK ERMORDET 26.10.1942 AUSCHWITZ          | Edam, Nieuwehaven 15      | Josef Steinberg (1877–1942)             |

## Verlegedatum
- 5. Oktober 2018, verlegt von Gunter Demnig persönlich